# Rotsjön (Gunnilbo socken, Västmanland)
Rotsjön är en sjö i Skinnskattebergs kommun i Västmanland och ingår i Norrströms huvudavrinningsområde. Sjön har en area på 0,08 kvadratkilometer och ligger 100 meter över havet.

## Delavrinningsområde
Rotsjön ingår i det delavrinningsområde (661440-150604) som SMHI kallar för Mynnar i Lundbysjön. Medelhöjden är 92 meter över havet och ytan är 40,16 kvadratkilometer. Det finns inga avrinningsområden uppströms utan avrinningsområdet är högsta punkten. Stockmorbäcken som avvattnar avrinningsområdet har biflödesordning 4, vilket innebär att vattnet flödar genom totalt 4 vattendrag innan det når havet efter 162 kilometer. Avrinningsområdet består mestadels av skog (88 procent). Avrinningsområdet har 1,24 kvadratkilometer vattenytor vilket ger det en sjöprocent på 3,1 procent.